# Тихомиров, Юрий Валерьевич
Ю́рий Вале́рьевич Тихоми́ров (род. 30 января 1963, Южа, Ивановская область) — российский футбольный арбитр, тренер.

## Карьера
Был арбитром ПФЛ. Обслуживал матчи разных дивизионов. В 2001 году был отстранен от судейства в Премьер-Лиге, вскоре Тихомиров завершил судейскую карьеру. В качестве футболиста выступал в чемпионате Ивановской области по футболу.
Работал на административных должностях в клубе Спартак-Чукотка. В 2003 году занял пост спортивного директора ивановского Текстильщика. В середине сезона он был вынужден возглавить команду. Тихомирову удалось сохранить Текстильщик в профессиональном футболе.
После работы в клубе Тихомиров ушел преподавать. Стал кандидатом педагогических наук. Работал в нескольких ивановских вузах. До 2016 года преподавал в РГСУ. В 2016 году перешёл в преподавательский состав кафедры Физической культуры и безопасности жизнедеятельности Московского государственного института культуры. С сентября 2017 года занимает должность заведующего кафедры. Параллельно возглавлял мини-футбольную команду МГАФК(пос. Малаховка).
В последнее время работает на турнирах РФС в качестве квалификатора от Судейско-инспекторского комитета РФС. Является Председателям судейского комитета Ивановской области и инспектором ПФЛ. 25 декабря 2017 года Юрию Тихомирову было присвоено звание "Спортивный судья всероссийской категории".

## В политике
Неоднократно участвовал в различных региональных выборах. В 2005 году баллотировался на пост Главы Южского района(занял 3 место, набрав 20,05 %).
В 2008 году баллотировался в Ивановскую областною думу по Люлехскому одномандатному округу № 23 (занял второе место, набрав 18,98 %).